# Prorhynchella minuta
Prorhynchella minuta és una espècie de platihelmint rabdocel que habita a Amèrica del Nord. És l'única espècie coneguda del gènere Prorhynchella.